# John Henry Twachtman
John Henry Twachtman (4 de agosto de 1853 – 8 de agosto de 1902) fue un pintor estadounidense, célebre por sus paisajes impresionistas, aunque su estilo fue variando a lo largo de su carrera. Los historiadores de arte consideran que el estilo de Twachtman es uno de los más personales y experimentales de su generación. Fue miembro de "Los Diez", un grupo de diez pintores estadounidenses formado en 1898 que estaba en contra de las organizaciones artísticas profesionales y que se conformó para exhibir sus obras como un grupo homogéneo en cuanto al estilo.

## Primeros años

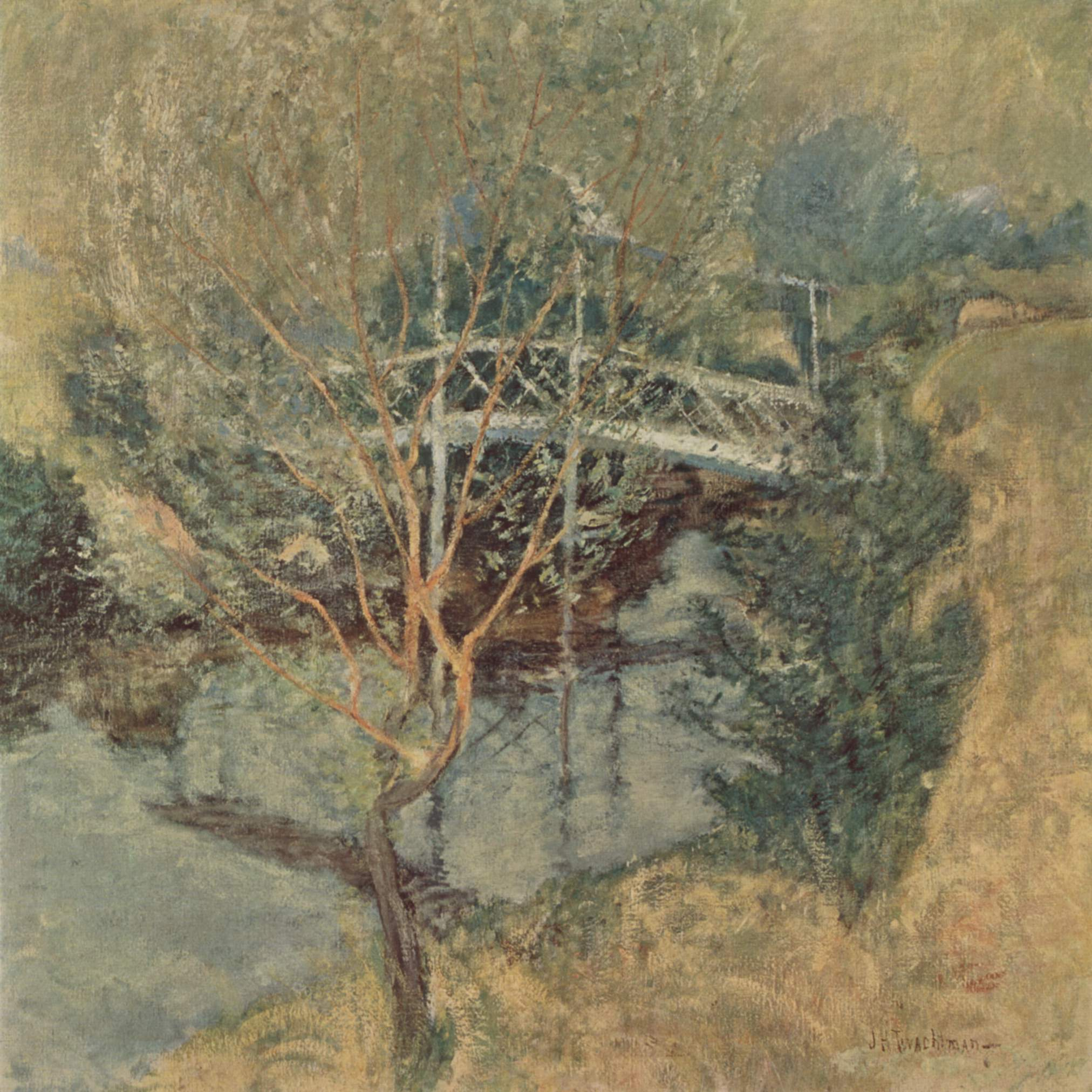
The White Bridge, ca. 1895, Minneapolis Institute of Arts.

Twachtman nació en Cincinnati, Ohio y estudió arte allí por primera vez bajo la tutela de Frank Duveneck. Al igual que muchos otros artistas de la época, después de adquirir las nociones básicas viajó a Europa para continuar sus estudios. Fue alumno de la Academia de Bellas Artes de Múnich entre 1875 y 1877, y visitó Venecia junto a Duveneck y William Merritt Chase. Sus paisajes en esta época exhibían pinceladas débiles, una técnica de aplicación de sombras que aprendió en Alemania. Twachtman también aprendió aguafuerte, y en ocasiones llevaba recipientes con aguafuerte con él para usarlos si le surgía el impulso de representar una escena en el lienzo. 
Después de un breve viaje a América, Twachtman estudió desde 1883 hasta 1885 en la Académie Julian, en París, y sus pinturas cambiaron de manera dramática a un estilo tonalista más suave, con predominancia de los colores gris y verde. Durante este período creó lo que varios historiadores de arte consideran como sus obras maestras, incluyendo Arques-la-Bataille, que se encuentra en la colección del Museo Metropolitano de Arte de Nueva York, y Springtime, de la colección del Museo de Arte de Cincinnati.

## Madurez

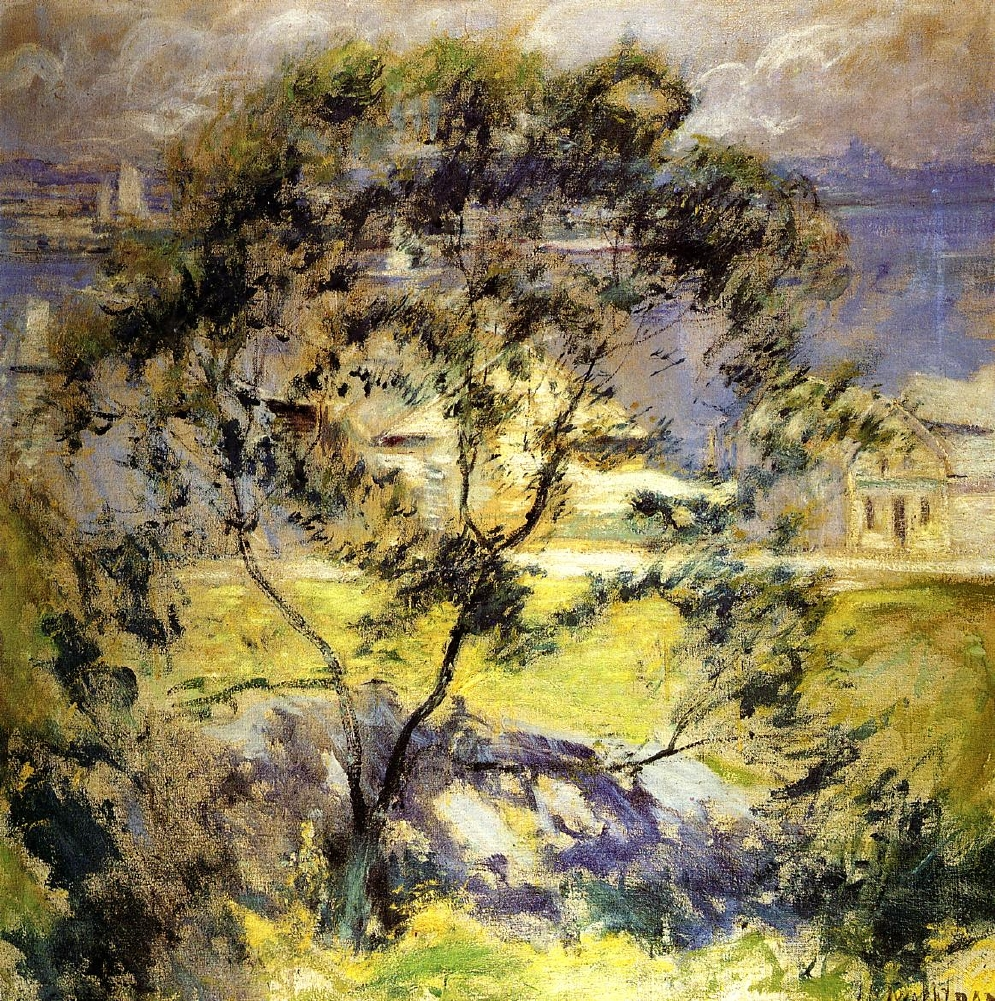
Wild Cherry Tree, óleo sobre lienzo, c. 1901. Museo Albright-Knox.

En 1886 regresó a los Estados Unidos y se estableció en Greenwich, Connecticut, donde compró una granja. Solía pintar y exhibir sus obras junto con el artista Julian Alden Weir, y pasaba mucho tiempo en la colonia artística de Cos Cob. Su presencia era vital para la colonia:

El temperamento de Twachtman (de a ratos gregario e introspectivo, inquieto y sereno) fue un factor importante que contribuyó a que la colonia artística Cos Cob no se estancara en la complacencia nostálgica. Irónicamente, su falta de éxito comercial contribuyó a su independencia artística, liberándolo de la tentación de producir pinturas que se pudieran vender a partir de una fórmula probada. Su arte, conversación y enseñanzas encendieron el fuego creativo de sus amigos y sus estudiantes en Cos Cob."

Además de sus pinturas al óleo, Twachtman siguió creando aguafuerte y dibujos en pastel. Impartió clases de pintura en la Liga de Estudiantes de Arte de Nueva York desde 1889 hasta su fallecimiento, en 1902. Fue uno de los mejores amigos de Julian Alden Weir, al punto que ambos solían pintar juntos y relacionarse profesionalmente con el pintor de origen danés Emil Carlsen. En 1893, Twachtman recibió una medalla de plata en pintura en la Exposición Mundial Colombina de Chicago; ese mismo año, exhibió sus obras junto con Claude Monet en una galería de Nueva York.
En Connecticut su estilo artístico volvió a cambiar, esta vez por una técnica impresionista muy personal. Twachtman pintó numerosos paisajes de su granja y su jardín en Greenwich, por lo general cubiertos por la nieve. Ejecutó docenas de pinturas de una pequeña cascada de su propiedad, y capturó la escena en diferentes estaciones y momentos del día. Años después, visitó Gloucester, Massachusetts, otro centro de actividad artística a finales del siglo XIX, y produjo una serie de escenas vibrantes que anticipaban un estilo más moderno que ganaría cada vez más espacio en el arte estadounidense. 
Twachtman falleció de repente en Gloucester de un aneurisma cerebral, a los cuarenta y nueve años de edad. En la actualidad, sus obras se encuentran en varias colecciones de museos, incluyendo el Museo Metropolitano de Arte de Nueva York, la Galería Nacional de Arte de Washington D. C. y el Museo de Bellas Artes, de Boston.